# Hypodistoma deerratum
Hypodistoma deerratum är en sjöpungsart som först beskrevs av Sluiter 1895.  Hypodistoma deerratum ingår i släktet Hypodistoma och familjen Holozoidae. Inga underarter finns listade i Catalogue of Life.